# Мурав'ївська волость
Мурав'ївська волость — історична адміністративно-територіальна одиниця Пружанського повіту Гродненської губернії Російської імперії. Волосний центр — село Матяса.

## У складі Польщі
Після анексії Полісся Польщею волость отримала назву ґміна Матяси
1 січня 1926 р. ґміну Матяси вилучено з Пружанського повіту і приєднано до Кобринського повіту.
Розпорядженням Міністра внутрішніх справ Польщі 23 березня 1928 р. ґміна ліквідована і передано:
- до новоствореної Тевли — села: Бурдили (Чаплі), Дев'ятки, Глинянки, Глибоке, Лищики, Мирниця, Матіяси, Новосілки, Огородники, Ринки, Вежки II, колонії: Ківатичі, Лищики, Маці, Майорщина, Мірниця, Тевли й Вежки, селище: Стовпи;
- до новоствореної ґміни Жабинка — села: Бояри, Ханки, Горілки, Корди, Кривляни, Шеди, фільварки: Франополь, Германи, Горілки, Юрківщина, Папоротно, Щерополь, Видне, Зедики, Вежки , селище: Вандалин і колонія: Силичі[3].